# Claudia Merx
Claudia Merx (* 1957 in Mönchengladbach) ist eine deutsche Textildesignerin.

## Ausbildung
Merx studierte ab 1977 Textilgestaltung an der Fachhochschule Niederrhein und schloss 1983 als Diplom-Ingenieurin die Ausbildung ab. In diese Zeit fiel im Jahr 1982 ein Auslandsaufenthalt in Kyōto und Tokio zum Studium traditioneller japanischer Textilien.

## Wirken
Seit 1983 arbeitet Merx als selbständige Textildesignerin vor allem im Bereich Filz und Textilcollagen. 1997 bezog sie ein eigenes Atelier in Aachen-Brand, das sie zwei Jahre später nach Stolberg verlegte, um im Jahr 2006 wieder nach Aachen zurückzukehren. 2010 fertigte Merx ein Fastentuch für die römisch-katholische Stadtpfarrkirche St. Augustin in Coburg an, im Jahr 2012 gewann sie den von der Heilig-Kreuz-Stiftung unterstützten Wettbewerb Ars liturgica und schuf ein Fastentuch für die Heilig-Kreuz-Kirche in Gladbeck, welches seitdem jeweils während der 40-tägigen Fastenzeit die Kreuzigungsgruppe von Gerd Brüx verhüllt.

## Auszeichnungen
- 1998: Preis der Internationalen Textilkunst-Ausstellung Dialog 98 in Chișinău
- 2003: Staatspreis für das Kunsthandwerk NRW
- 2012: 1. Preis beim Wettbewerb Ars liturgica

## Ausstellungen (Auswahl)
- 2004: Garantiert gebrauchsfrei – Textile Installationen und Objekte, Niederrheinisches Museum Kevelaer, Kevelaer.
- 2004: Thee, made of the hair of sheep, Filzkunstausstellung mit Künstlern aus 22 Ländern, Nationalgalerie Budapest.
- 2005: Rot!, Handwerksform Hannover.
- 2005: Stille, Kloster Knechtsteden, Dormagen.
- 2005: Fadenscheinig – Positionen der modernen Textilkunst, Deutsches Textilmuseum, Krefeld.
- 2006: Jahresausstellung der GEDOK Köln, Textilmuseum Aachen in der Komericher Mühle, Aachen-Brand.
- 2007: Zeitarbeiten, Galerie Haus Vier, Nürtingen.
- 2007: Retropsektive manu factum 1963 – 2005, Kreismuseum Zons, Dormagen.
- 2007: 100 Jahre Herding – Kunst.Visionen. Geschichte., LWL-Industriemuseum Bocholt.
- 2007: dialog filz. objekte und installationen, Städtisches Museum Engen.
- 2008: procedere – Projekt + Dokumentation, Aachener Kunstroute.
- 2008: Art al vent V – Kunst im Wind, Gata de Gordes (Spanien), Aachen, Toulouse, Mexiko u. a.
- 2009: Kommen und Gehen, Bestattungshaus InMemoriam, Aachen
- 2009: INDIJA MADE BY, Rauminstallation im Franz Pfanner Huis, Arcen.
- 2009: gelebtes Leben – TÜCHER, eine sakrale Installation, Citykirche, Mönchengladbach.
- 2010: Verhüllungen, Dekanatszentrum St. Augustin, Coburg.
- 2010: gelebtes Leben – TÜCHER, eine sakrale Installation, Propsteikirche St. Adalbert, Aachen.
- 2013/14: Fastentuch modern, Deutsches Textilmuseum, Krefeld

## Veröffentlichungen (Auswahl)
- Filz/Felt.Kunst, Kunsthandwerk und Design, Quadratischer Katalog in Filzhülle, Arnold’sche Art Publishers, 2000.
- Imaginationen in Wolle, in: Kunsthandwerk & Design, 2002/6.
- Verbindung von Material und Geist, in: Textilkunst international. Informationen für kreatives Gestalten, 2004/2.
- Es sterben immer nur die anderen, Kunstprojekt von Claudia Merx und Hildegard Zieger, Dokumentation. Text: Silke Alexandra Bosetti, Redaktion und Text: Ingrid Leifgen, Einhard-Verlag, Aachen 2013, ISBN 978-3-943748-12-3.